# Opatówpoort

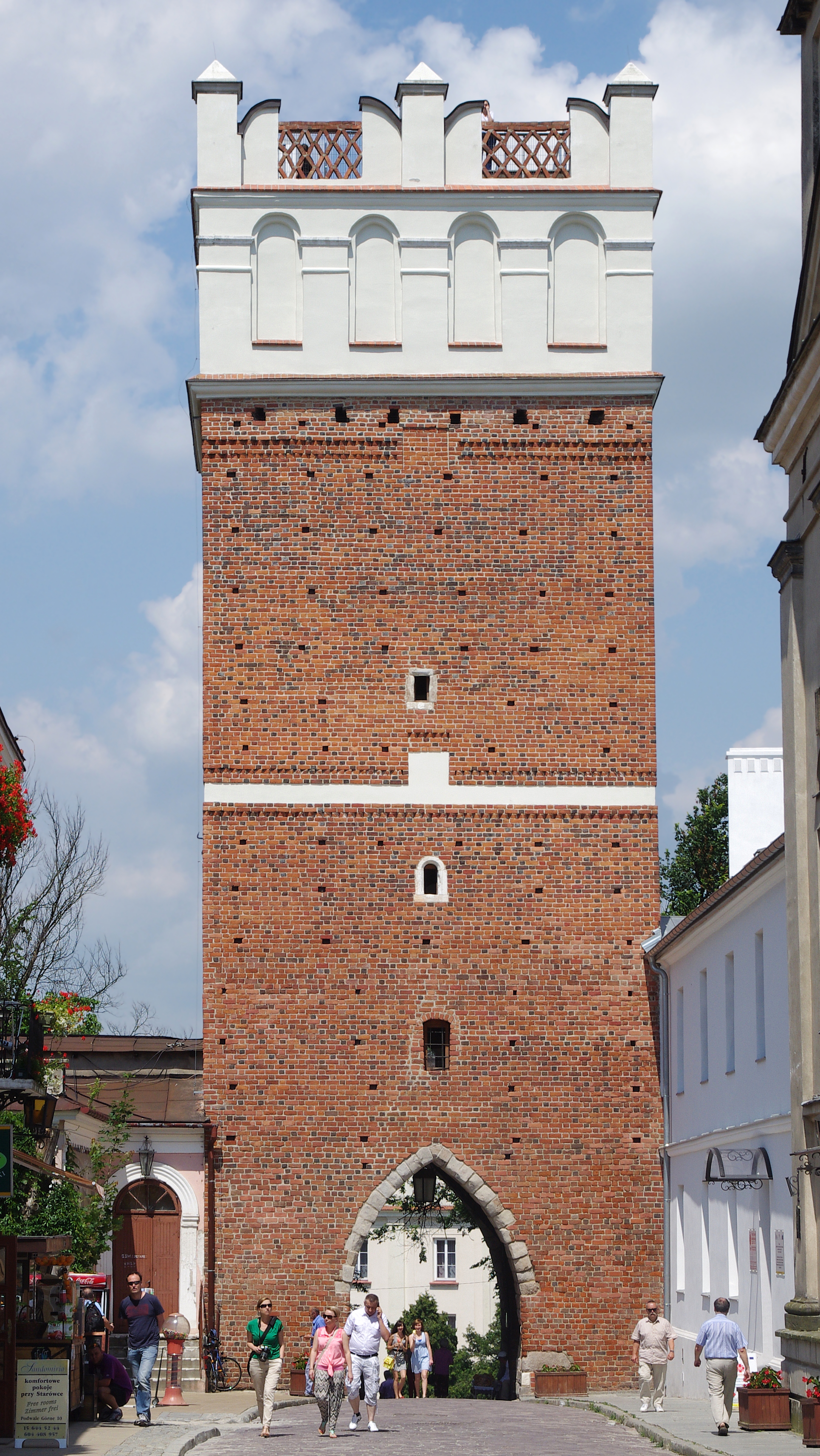
Opatówpoort in Sandomierz

De Opatówpoort (Pools: Brama Opatowska) is een stadspoort in de Poolse stad Sandomierz. De gotische poort is een voorbeeld van baksteengotiek en stamt uit de 14e eeuw. De poort heeft vijf verdiepingen en is te beklimmen. Verder vormt de poort de noordelijke ingang naar het historische centrum van Sandomierz. De poort werd gebouwd tijdens de herbouw van de stadsmuren van Sandomierz, onder de regering van koning Casimir III van Polen.